# Слободско-Украинская губерния

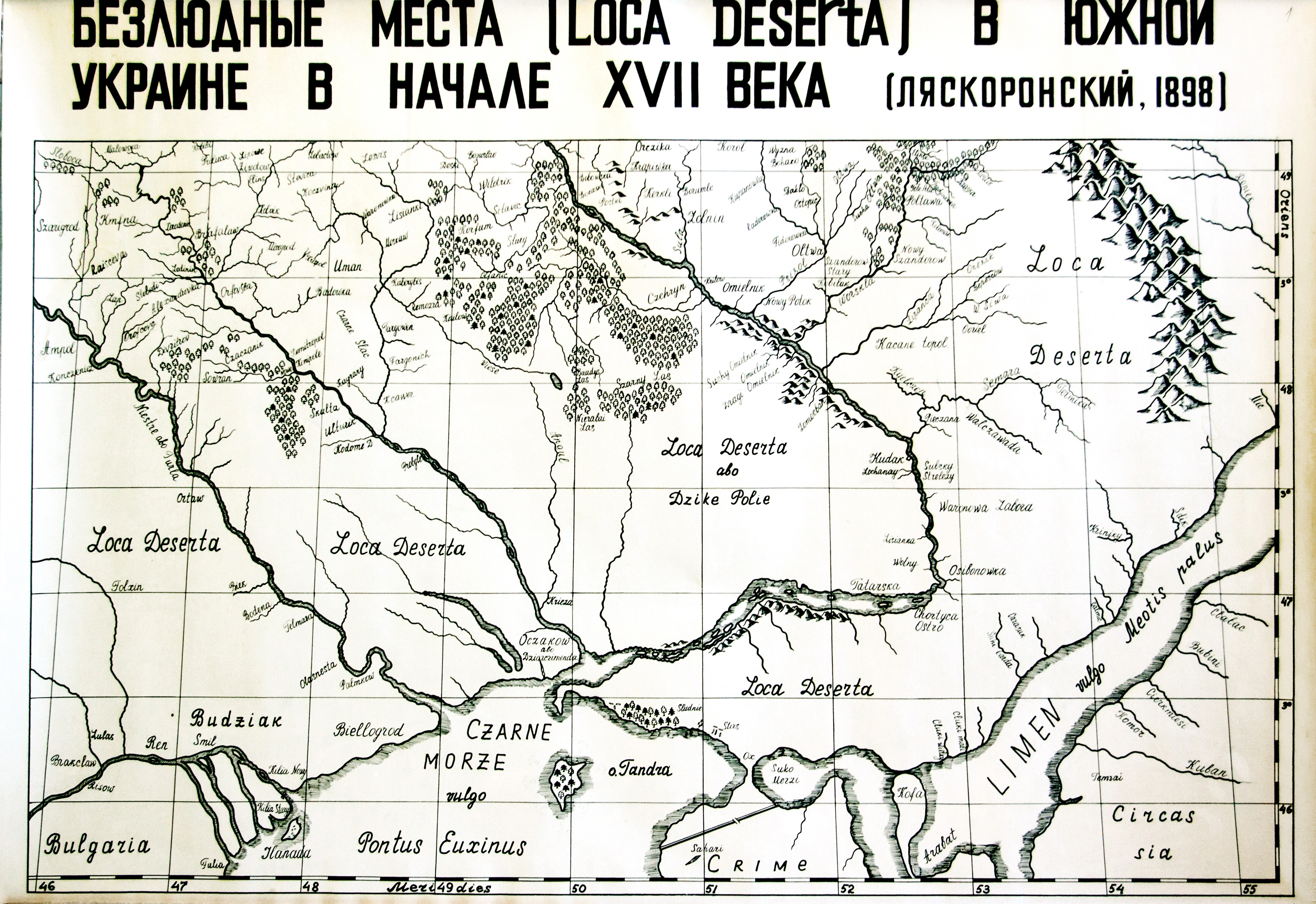
Безлюдные места вдоль южной границы Русского Царства, в начале а (Ляскоронский,)

Слободско-Украинская губерния (Слободская губерния, Слободская Украинская губерния) — губерния Российской империи с центром в Харькове.
Губерния существовала в 1765—1780 годах в северо-восточной части нынешней Украины и в западной части Белгородской и Воронежской областей, затем 29 сентября 1780 года преобразована в Харьковское наместничество; 12 декабря 1796 года Слободско-Украинская губерния была учреждена во второй раз. 5 декабря 1835 года преобразована в Харьковскую губернию.

## История
Территория, на которой образовалась губерния, до того уже много лет входила в состав Новгород-Северского княжества, потом Русского царства, а затем Российской Империи (не имея отношения к присоединённым на Переяславской Раде территориям Гетманщины) и называлась с 1650-х годов 17 века «Слобожанщина», так как тут размещались Слободские казацкие полки (городовые казаки), в мирное время выполнявших важную функцию защиты центра государства от набегов крымских татар с юга. Между Слобожанщиной и Крымским ханством в 17 — начале 18 века лежало так называемое Дикое Поле. Некоторые историки считают, что оно было опустошено татарскими набегами и там не было постоянного населения.
Со времён Екатерины Первой (1725—1727) Слобожанщина находилась в ведении Военной коллегии Сената Российской Империи, то есть имела военное управление.
Одновременно слободские полки по гражданским делам были отнесены к Белгородской губернии.
В 1732 году полки были подчинены учреждённой в Сумах Слободской комиссии князя Шаховского и были выведены из состава Белгородской губернии. Но в 1743 году полки были снова переподчинены Белгородской губернии и опять только по гражданским делам.
Само понятие «слободской полк» включало в себя не столько сам полк как воинскую единицу, а конкретную территорию со всеми городами, местечками, слободами, сёлами, деревнями и хуторами и их населением. Главой на данной территории был сначала избираемый, затем назначаемый полковник, имеющий власть в пределах территории почти неограниченную. Полковник и его канцелярия ведали всеми военными, административно-хозяйственными, судебными и гражданскими делами на данной территории, кроме церковных, дипломатических, политических («государевых») дел, гражданских времён гражданского подчинения Белгородской губернии и налогов, собираемых центральной властью. У каждого полковника были символы власти (клейноды): булава (пернач), полковое знамя, полковая печать и обычно полковая музыка.

### Образование губернии и реорганизация полков
В 1763 году, в начале нового царствования, Императрица Всероссийская Екатерина II поручила майору лейб-гвардии Измайловского полка Евдокиму Щербинину возглавить «Комиссию о Слободских полках» с целью изучения причин «неблагополучия» на этих землях для их устранения.
В Харьков Комиссия прибыла по Высочайшему повелению из столицы. Она, в частности, расследовала многочисленные жалобы населения на действия полковой старшины слобожанских полков (поскольку территория была «полувольная», полковники и сотники действительно себе весьма позволяли). Были выявлены факты захвата старшиной общественных и полковых земель, крупное казнокрадство (государственных денег), присваивание денег общественных, продажа воинских и выборных должностей за деньги, нарушение делопроизводства и другие факты. Согласно докладу Комиссии Екатерина Вторая уверяется, что на Слобожанщине нет гражданской власти, и принимает решение о введении гражданского административного управления путём создания губернии (при сохранении основанной на полках структуры территории). Также в результате успешных русско-турецких войн граница значительно отодвинулась к югу от Слобожанщины, появился новый барьер от татар — Славяносербия, и военное значение территории как защищающей от татарских набегов уменьшилось. И поэтому также во вновь создаваемой губернии было введено гражданское управление. Итогом стал манифест Екатерины ІІ от 28 июля 1765 года «Об учреждении в Слободских полках приличного гражданского устройства и о пребывании канцелярии губернской и провинциальной», согласно которому основывалась Слободско-Украинская губерния с пятью провинциями на месте полков и административным центром в Харькове. Евдоким Щербинин стал губернатором новой губернии.
Согласно тому же манифесту принимается решение о преобразовании слободских полков в регулярные гусарские.
До того полки содержались «на местах», населением. Служившие до 1765 в полку зачастую на свои деньги покупал лошадь и обмундирование (кроме оружия). С 1765 полки стала содержать власть, а не местное население. Также вместо постоянных поборов старшины с местных жителей на: лошадей, амуницию, вооружение, фураж, провиант, жалование казакам и старшине, изъятие местных лошадей и волов для перевозок, и т. п. — был введён единый налог «с души», проживающей на Слобожанщине, имевший 4 градации и поступавший в казну. Самый большой налог был с привилегированных государственных войсковых обывателей (так переименовали всех относившихся к казачьему сословию — казаков, помощников и подпомощников), которые имели право гнать и продавать в разрешённых селениях «вино» — 90-95 копеек в год (в 1779 г.) С непривилегированных войсковых, которые вино не имели права гнать, — 80-85 копеек годовых с души. С цыган и инородцев — 70 копеек. С «владельческих подданных черкас» — 60 копеек. Дворяне, духовенство и женщины налогов не платили.
Также т. н. «казачьи подпомощники» были освобождены от батрацких работ у казаков, атаманов, есаулов, сотников и прочих лиц. Отныне вся администрация полков поступала на довольствие государства (на казённое жалование и казённый харч). Все «подпомощники», которых было очень много, ликвидировались как сословие и переводились в войсковых обывателей, как и казаки, которых было мало — что нивелировало превосходство казаков и им не нравилось.
Сохранялись льготы (не все), дарованные слобожанцам Петром Первым. Самое главное — в войсковых селениях, слободах, местечках, городах (кроме нескольких) разрешалось винокурение. Также приблизительно двум третям населения губернии была разрешена соледобыча, за которой ездили на Тор. «Непривилегированные» вынуждены были покупать казённое вино либо у «привилегированных», а также казённую соль, на которую была государственная монополия. Также привилегированным разрешались другие промыслы (изготовление на продажу различных вещей, продажа продуктов и пр.) — без уплаты налогов.
Войсковые обыватели и мещане (кроме владельческих подданных и крепостных крестьян) по жребию служили в территориальных гусарских полках постоянного состава. Полковой состав в мирное время был установлен маленький — 1000 человек на полк, но зачастую превышался, иногда значительно. Остальные войсковые обыватели призывного возраста, не прошедшие по жребию, периодически проходили учебные сборы. При начале войны полки расширялись по штату военного времени, и в её продолжении по мере надобности получали из мирной губернии в зону боевых действий пополнения из прошедших подготовку в составе маршевых эскадронов.
Казачьи воинские звания были заменены на общевойсковые кавалерийские. Полковая «старшина» получала русское дворянство (высшая — потомственное, низшая — личное) и все дворянские права. Полковые и сотенные формы гражданского управления были формально упразднены. Но на деле полковники и сотники имели власть на своих территориях не только военную; она была окончательно упразднена в 1780 году при реорганизации провинций и комиссарств в уезды.
Территории полковых сотен объединялись в комиссарства — при сохранении самих сотен. В центрах комиссарств были организованы: комиссарское правление, комиссарская канцелярия, местный суд. Комиссарства объединялись в провинции, которые территориально точно соответствовали полкам. Все провинции составили губернию.
В связи с преобразованием слободского казачества в «войсковых обывателей» в 1765 году центральный Харьковский слободской полк был реорганизован в регулярный Харьковский гусарский полк Императорской армии, существовавший до 1918 года, а его территория в 1765 году стала основой созданной губернии, территориально являясь её центральной Харьковской провинцией. Большинство служивших в полку так и осталось в нём служить.
В год образования губернии военных полков было восемь. Пять из них территориально стали провинциями губернии. Шестой, созданный незадолго до того (в 1757 году) Слободской гусарский полк, входивший в Украинский ландмилицский корпус также находился на территории губернии, но был «рассредоточен», своей провинции не имел и вскоре был ликвидирован (распределён по другим полкам).
В состав губернии не вошли территории Чугуевского, Салтовского и Бахмутского уездов.
На территории Чугуевского и Салтовского уездов находилось Чугуевское казачье войско (образовано в 1698 году), ближе всех остальных расположенное к Харькову (38 вёрст), поскольку Чугуев изначально был русским городом и всегда управлялся воеводской канцелярией Белгородского разряда.
На территории Бахмутского уезда находился Бахмутский казачий полк, также не входивший в число слободских полков.

### Управление
Губерния была военизированной, то есть продолжала территориально делиться по прежнему воинскому принципу — провинций (территорий регулярных полков) и комиссарств (территорий нескольких сотен), — в отличие от соседней Белгородской, делившейся на чисто «гражданские» уезды.
- Губернская канцелярия и губернатор находились в Харькове. Им подчинялись провинции.
- В пяти провинциальных городах располагались провинциальные канцелярии. Им подчинялись комиссарства.
- В центрах комиссарств находились комиссарские правления. Им подчинялась территория — и население, не состоявшее в юрисдикции Белгородской губернии.
- Основной единицей комиссарств были государственные войсковые слободы. В них жили в основном войсковые обыватели.

Реальная же власть в «камисарствах», сотенных местечках, войсковых слободах принадлежала не только гражданским властям, но и полковой канцелярии.
В подавляющем большинстве населённых пунктов губернии было свободное винокурение, которым пользовались привилегированные войсковые обыватели и дворяне. Казённая водка («вино») в откупах потому давала государственной казне мало дохода. Свободное винокурение было запрещено в основном на территориях Белгородской губернии, переданных в Слободскую в 1779 году — в городах Чугуев, Хотмыжск, Мирополье, Салтов, Волнов, Алешня, Ямное. Самым крупным поставщиком водки для казённой продажи (откупщиком) был сам губернатор Евдоким Щербинин. С 1779 по 1783 год он поставлял ежегодно 1971 ведро (по 12,3 литра) водки в Чугуев и 625 вёдер в Салтов, всего 2596 вёдер в год, по цене 64 копейки за чугуевское ведро и 68 копеек — за салтовское.
Таким образом, за данные 5 лет (1779—1783) Щербинин продал более 150 тысяч литров водки.
Реформа управления Слободской губернии с целью полного перехода от остатков военного управления к гражданскому началась в 1779 году с созданием округов, одновременно с территориальной реформой; в 1781 году она полностью закончилась — формированием Харьковского наместничества с пятнадцатью «гражданскими» округами, также называвшимися уездами. Произошло это, в частности, потому, что в то же самое время Крым сначала стал протекторатом, а затем был полностью присоединён к России, и территория Слобожанщины окончательно потеряла оборонительное значение.

#### Двойное управление

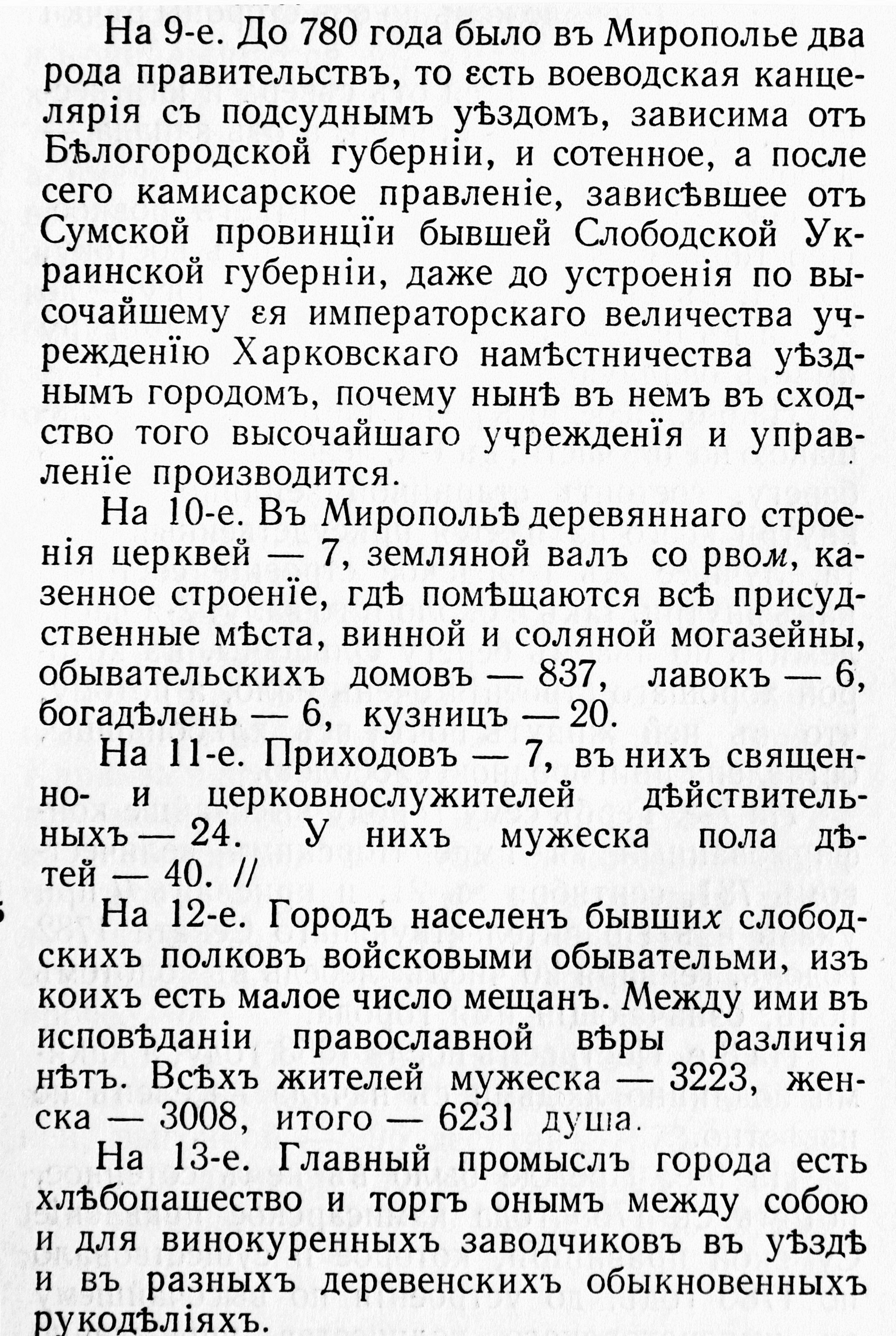
Двойное управление Мирополья. Описание Х наместничества 1785 года

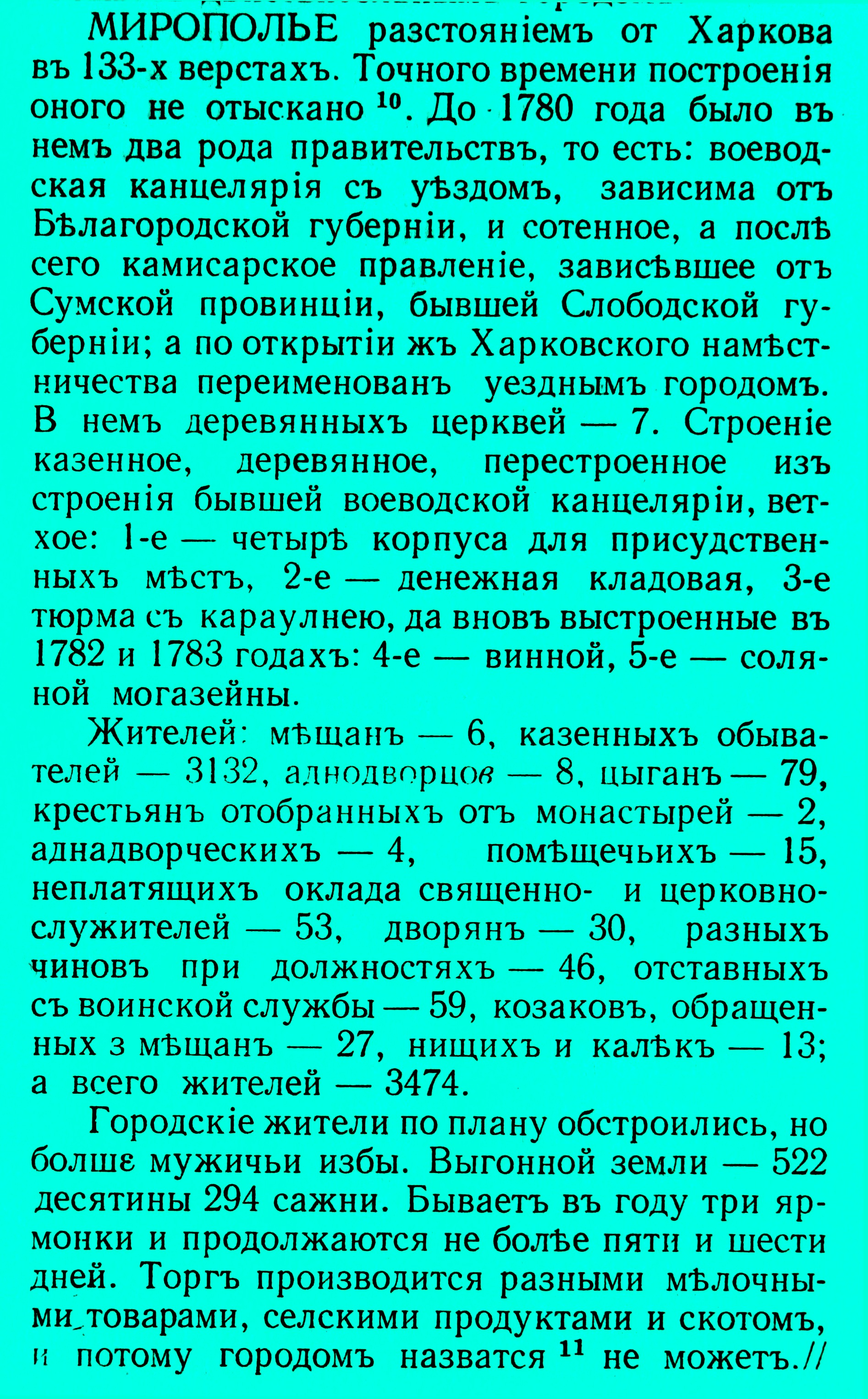
Двойное управление Мирополья. Описание городов Х наместничества 1796 года

Некоторые территории находились под двойным управлением: «военизированным» — Слободской губернии (комиссарским, то есть «по инерции» полковым) и чисто гражданским — в основном, Белгородской губернии (уездным — то есть воеводской канцелярии).
Двойное управление было, например, в Мирополье, территория вокруг которого управлялась одновременно из Харькова и Белгорода: Миропольское комиссарство, в котором располагалась и миропольская сотня (на деле более ста служащих в полку), подчинялось миропольскому комиссарскому правлению Сумской провинции Слободской губернии, а гражданский Миропольский уезд — миропольской воеводской канцелярии Белгородской губернии. Обе власти с 1765 по 1779 год правили одной территорией (но разными людьми), находились в одном городе; в результате современные историки не знают, как именно провести границу между двумя губерниями.
Также двойное управление было в городе Олешня — сотенном местечке Ахтырского полка, центре Олешанской сотни (не путать с Ольшанской сотней Харьковского полка).
Этот город был центром Алешанского уезда Белгородской губернии (его «гражданское» население). С 1765 по 1780 год он одновременно входит в Ахтырское комиссарство Ахтырской провинции Слободской губернии («войсковая» часть населения).
Также с центром в Хотомле одновременно существовали Хотомлянское комиссарство и кратковременно — Хотомлянский уезд.
Кроме того, в одних и тех же различных населённых пунктах Слободской губернии, в основном Острогожской провинции, проживали войсковые обыватели и члены их семей, находившиеся под юрисдикцией Слободской губернии, и «владельческие подданные» крестьяне, подчинявшиеся Белгородской губернии.
Было и обратное явление: так, Салтов, однозначно входивший в состав Белгородской губернии как уездный центр, одновременно относился к Хотомлянскому комиссарству, поскольку там жило много служивших в Харьковском полку.
Обычно часть одного и того же города, в которой жили гражданские подданные Белгородской губернии (даже если нельзя было её выделить), называлась «городом», а часть, где жили войсковые подданные Слободской губернии, «слободой». Таким образом делились Салтов и Алешня.
«Двоевластие» продолжалось до расформирования Белгородской губернии в 1779 году и было полностью ликвидировано в 1780. Но жители, до того подчинявшиеся Белгородской губернии, и после имели меньше прав, чем их соседи, подчинявшиеся Слободской: в частности, они были обязаны покупать только подрядное откупное вино и казённую соль (что было гораздо дороже, чем гнать своё вино и самим посылать за солью). Также существовало неравенство в правах: среди жителей Слободской губернии было мало крепостных — в основном население было лично свободно; среди жителей б. Белгородской — много — в основном население было закрепощено.

### Административное деление и символика (1765—1780)
Губерния делилась на пять провинций, территориально полностью соответствовавших одноимённым полкам; управляли ими провинциальные канцелярии. Провинции же делились на «камисарства» (написание слова согласно официальным описаниям Харьковского наместничества, в частности, 1779 года, то есть комиссарства), зачастую соответствовавшие сотням (но сотен было гораздо больше, чем комиссарств). Комиссарства были созданы по указу Сената от 20 мая 1765 года именно для управления государственными военными (войсковыми) слободами. Форма управления под названием «комиссарство» из всех губерний Российской Империи существовала только в пограничных и военных областях (Стародубский полк, Олонецкая губерния, Закаспийская область) и названием своим подчёркивала «военизированность».
Во главе комиссарских правлений Слободской губернии стояли комиссары, назначавшиеся из числа местных дворян или «старшины».
Основными функциями комиссаров был сбор налогов (в основном подушного) и полицейские обязанности (поддержание порядка). Комиссары управляли всеми административно-хозяйственными, финансовыми и незначительными судебными делами на подведомственной территории.
- Харьковская провинция. Эмблема — «старый» герб Харьковского полка (основан в 1651) из Гербовника Михаила Щербатова (1775), соответствующий гербу Харькова, утверждённому Екатериной Второй 21 сентября 1781 года.
  - Харьковское комиссарство (Харьков)
  - Валковское комиссарство (Валки)
  - Волчанское комиссарство (Волчанск) (упразднено в 1773, территория в основном вошла в Хотомлянское)
  - Липецкое комиссарство (Липцы)
  - Мерефянское комиссарство (или Мерефское, Мерефа)
  - Ольшанское комиссарство (Ольшана)
  - Хотомлянское комиссарство (Хотомля)
- Сумская провинция. Эмблема — «старый» герб Сумского полка (основан в 1658) из Гербовника Щербатова (1775), соответствующий гербу Сум 21.09.1781 года.
  - Сумское комиссарство (Сумы)
  - Белопольское комиссарство (Белополье)
  - Лебединское комиссарство (Лебедин)
  - Мижирицкое комиссарство (или Мижигирицкое — Мижирич)
  - Миропольское комиссарство (Мирополье)
- Ахтырская провинция. Эмблема — «старый» герб Ахтырского полка (основан в 1659) из Гербовника Щербатова (1775), соответствующий гербу Ахтырки 21.09.1781 года.
  - Ахтырское комиссарство (Ахтырка)
  - Богодуховское комиссарство (Богодухов)
  - Боромлянское комиссарство (или Боровское, Боровенское — Боромля)
  - Котелевское комиссарство (Котельва)
  - Краснокутское комиссарство (Красный Кут)
- Изюмская провинция. Эмблема — «старый» герб Изюмского полка (основан в 1682?) из Гербовника Щербатова (1775), соответствующий гербу Изюма 21.09.1781 года.
  - Изюмское комиссарство (Изюм). В конце 1779 частично передано в Воронежское наместничество (без Изюма).
  - Балаклийское комиссарство (или Балаклейское — Балаклея)
  - Печенежское комиссарство (Печенеги). В конце 1779 частично передано в Воронежское наместничество (без Печенег).
  - Купенское комиссарство (или Купянское, Купенск). В конце 1779 передано в Воронежское наместничество.
  - Сватовское комиссарство (или Сватово-Лучское, Сватолучское — Сватова Лучка). В конце 1779 передано в Воронежское наместничество.
- Острогожская провинция. Эмблема — «старый» герб Острогожского полка (основан до 1669) из Гербовника Щербатова (1775), соответствующий гербу Острогожска 21.09.1781 года.
  - Острогожское комиссарство (Острогожск)
  - Бирюченское комиссарство (Бирюч)
  - Калитвянское комиссарство (Калитва, создано в 1773)
  - Меловатское комиссарство (или Меловское — Старо-Меловая, создано в 1773)
  - Осиновское комиссарство (Осиново?)
  - Урывское комиссарство (Урыв)

Часть Слободской губернии до декабря 1779 года находилась в Задонщине, на левобережье Дона. Там находились Калачеевская, Меловская и Толучеевская сотни Меловского комиссарства Острогожской провинции. Они были самыми восточными в полку, в провинции и в губернии и находились в бассейне реки Толучеевой.
Официально утверждённой в Санкт-Петербурге символики (Высочайше либо Сенатом) губерния не имела; её получило только Харьковское наместничество в 1781 году. Неофициально же с 1775 года в качестве символа губернии мог использоваться герб «рог изобилия с кадуцеем». Также каждый полк имел свою символику, опубликованную в Гербовнике Щербатова 1775 года (см. ниже).

#### Гербы провинциальных полков (1775)

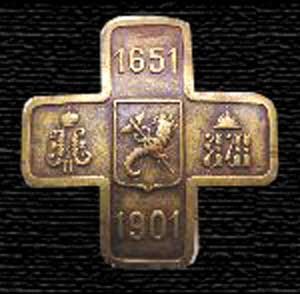
Харьковский — на знаке к 250-летию Харьковского полка
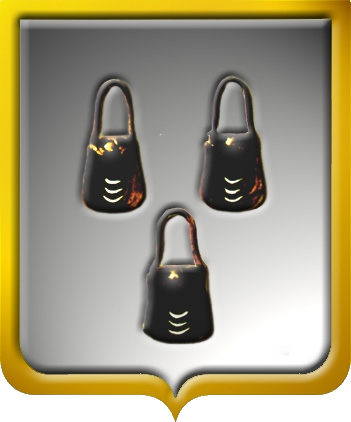
Сумский — официальный гласный (1775): военные сумы с застёжками
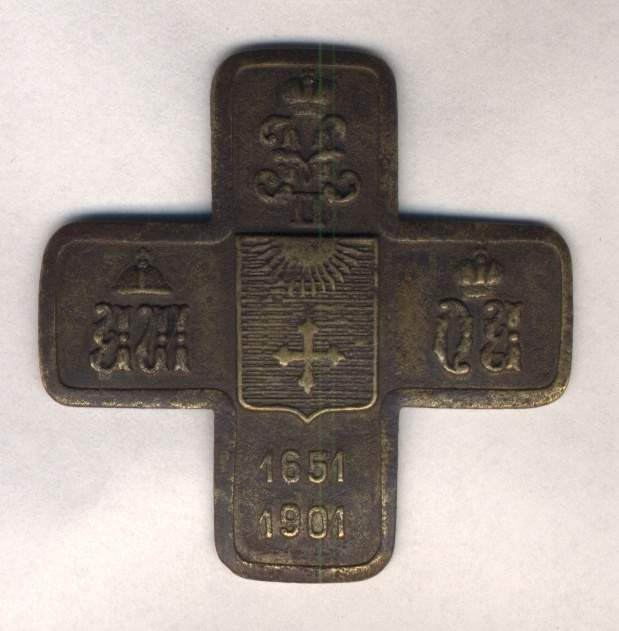
Ахтырский — на знаке к 250-летию Ахтырского полка
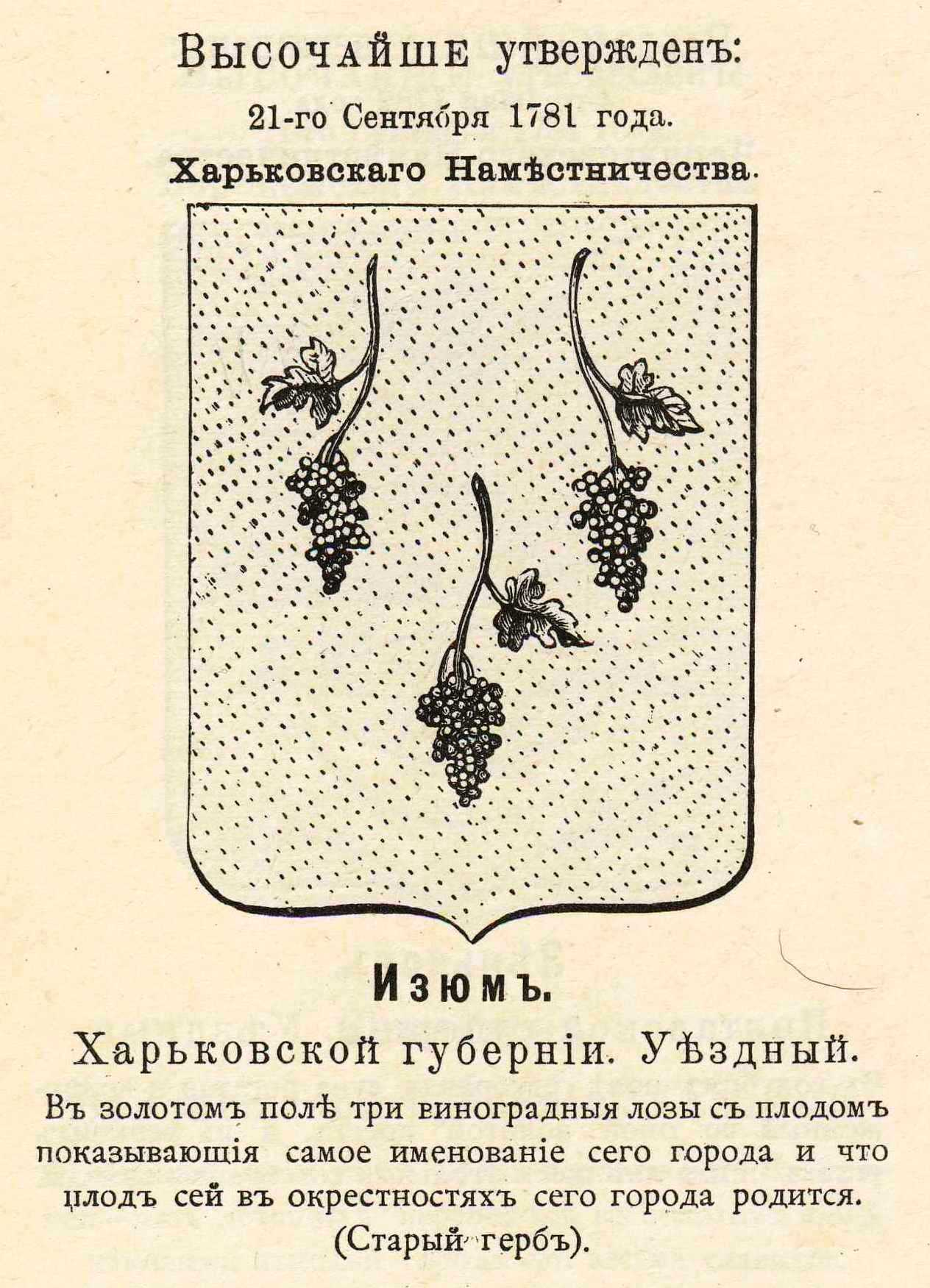
Изюмский — официальный герб (1775). Изюм на гербе красный
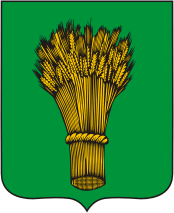
Острогожский — официальный герб (1775)

### Административное деление в период реформирования (1779—1781)
В результате административной реформы в 1779 году была расформирована Белгородская губерния. В состав Слободской губернии по указу Екатерины Второй об учреждении Курского наместничества от 23 мая 1779 вошла её значительная часть с населением 120 тысяч человек; таким образом, в составе губернии одновременно стали находиться и уезды, и комиссарства.
Поскольку по указу 7 ноября 1775 года провинциальное деление было отменено, провинции назвали округамии. В 1780 году в состав губернии также вошли небольшие части уездов других губерний. В 1780-81 в губернии были созданы 15 «больших» уездов (округов), расформированы некоторые прежние «малые» уезды (Салтовский и др.), и вся новая «составленная» административная единица Харьковское наместничество в новых границах и теперь уже с полностью гражданским новым управлением 25 апреля 1781 года была оформлена окончательно.
К 13 декабря 1779 года (в это день было сформировано Воронежское наместничество) в него из Слободской губернии были переданы полностью Купенское и Святолуцкое комиссарства и части Изюмского и Печенежского комиссарств Изюмского округа (провинции); Острогожское, Бирюченское, Калитвянское, Меловатское, Осиновское, Урывское комиссарства Острогожского округа (провинции, то есть вся провинция полностью). Переданные территории разделяются на Бирюченский, Валуйский, Ливенский, Беловодский, Калитвянский, Купянский, Острогожский и Богучарский уезды Воронежского наместничества.
Всего в 1779 году в состав Слободской губернии были переданы из Белгородской губернии: основная часть Белгородского уезда (называвшегося также Белагородский — без Белгорода, вошедшего в Курское наместничество), Салтовский уезд (полностью, Салтов), Чугуевский уезд (полностью, Чугуев), Миропольский уезд (полностью, Мирополье), Хотмыжский уезд (полностью, Хотмыжск), Краснопольский уезд (Краснополье), Хотомлянский уезд (Хотомля), Алешанский уезд (Алешня), Волновский уезд (г. Волной, Волнов), Короченский уезд (часть, без Корочи), Путивльский уезд (часть, без Путивля).
В феврале и марте 1781 в губернию была передана из Курского наместничества небольшая территория с рядом селений, самыми крупными из которых были Слушня и Тернов.
Салтовский, Хотомлянский, Краснопольский, Алешанский, Волновский уезды в 1780 году были упразднены; Чугуевский, Миропольский, Хотмыжский оставлены и расширены. Белгородский, Короченский и Путивльский уезды в других границах продолжали существовать в Курском наместничестве, куда вошли их административные центры.
В результате реформы в 1780 Харьковский округ (уезд) был сформирован из Харьковского комиссарства, Мерефянского комиссарства, Липецкого комиссарства, Ольшанского комиссарства, трёх казённых селений (Синолицовка, Гавриловка, Пересечное) южной части Белгородского уезда, слободы Тимофеевки Салтовского уезда, сёл Герасимовка и Васильево Чугуевского уезда, слободы Константиновки и села Водяного Балаклейского комиссарства, села Борового Азовской губернии.
Новый большой Чугуевский уезд образован из старого Чугуевского уезда, части Салтовского уезда с Салтовом, Хотомлянского комиссарства, Печенежского комиссарства и части Балаклейского комиссарства (без Балаклеи, со Зми́евым).
Волчанский уезд (до того не существовавший) образован из Волчанска, трёх слобод и двух хуторов Хотомлянского комиссарства, значительной части Белгородского уезда без Белгорода (53-х сёл, слобод, деревень и пяти хуторов), небольшой части Салтовского уезда без Салтова, небольшой части Хотомлянского уезда без Хотомли, части Короченского уезда без Корочи (10 сёл, деревень и слобод), двух слобод Липецкого комиссарства (Борисовка и Красная).

### Населённые пункты и население
На территории Слободской губернии в 1779 году были следующие типы населённых пунктов:
- Города
- Местечки
- Войсковые слободы (государственные)
- Владельческие слободы
- Казённые селения (государственные)
- Владельческие селения (сёла)
- Деревни
- Хутора
- Заводы
- Монастыри и скиты

Главной единицей поселения военизированной губернии и сотен была войсковая слобода.
Главной структурообразующей частью населения были государственные войсковые обыватели (или казённые обыватели), в основном проживавшие в слободах. Они делились на привилегированных (подавляющее большинство) и непривилегированных (меньшинство). Привилегированные войсковые обыватели имели льготы (привилегии): винокурение — самим варить «вино», то есть вино и водку (в том числе на продажу в разрешённых винокурению местностях) и соледобыча — самим добывать соль (в основном не на территории губернии, так как в ней до 1797 года, когда в её состав был включён Тор, не было крупных месторождений соли). Также войсковые обыватели платили налоги: привилегированные — подушный 95 копеек и 5 копеек почтовых в год (в 1779 году, с «пользующихся винокурением и продажей оного»), непривилегированные — 85 копеек подушный и 5 копеек почтовых (1779, с «запрещённых винокурением и продажей оного»).
Следующей по важности частью населения были «владельческие подданные черкасы» (формально принадлежащие владельцам, но имевшие гораздо больше прав, чем крепостные крестьяне). Они платили 60 копеек подушных и 3 копейки почтовых в 1779 «с души в год».
Цыгане, которых в губернии было всего несколько сотен, платили 70 коп. подушных в том же году, почтовых же не платили.
Дворяне, проживавшие в губернии, налогов не платили, потому не отражены в составе населения (но их было весьма мало в процентном отношении).
В 1773 году сельское население губернии составило 589 459 человек, проживавших в 672 сёлах, из которых в Харьковской провинции - 128919 человек в 169 сёлах, в Сумской - 74249 в 164 сёлах.
Всё население Слободской губернии в 1779 году, после отсоединения Острогожской и двух комиссарств Изюмской провинций в Курское наместничество и присоединения уездов и частей уездов Белгородской губернии, составляло 351 831 мужчину (женщины, как не платившие подушный налог, не учитывались); из коих было: 137466 воинских (войсковых обывателей), 178903 подданных (владельческих подданных), 26646 однодворцев, 7794 крестьян, 272 купца, 190 садовников, 158 раскольников и 402 цыгана. Дворянство и церковнослужители в описи, как не платившие налогов, не были учтены.
Население округов (затем ставших уездами) в 1779 году было следующим: Харьковский — 27856 мужчин, Чугуевский — 25240 м, Волчанский — 26709 м, Золочевский — 19517 м, Валковской — 21927 м, Ахтырский — 24938 м.
Когда полки уходили в поход на войну, численность мужского населения снижалась за счёт «воинских», а женского — оставалась прежней. Так, в 1787 году началась турецкая война. В 1787 по сравнению с мирным 1785 годом мужское население Лебединского уезда (Сумской полк) уменьшилось на 1070 человек (было 18397, осталось 17324), Ахтырского (Ахтырский полк) — на 800 человек (23531 и 22708).

## Харьковское наместничество
Харьковское наместничество (губерния) с центром в Харькове вместо Слободско-Украинской губернии было учреждено Указом Екатерины II 25 апреля 1780 года. Торжественное открытие наместничества состоялось 29 сентября 1780 г. Его лично открыл генерал-губернатор, граф П. А. Румянцев-Задунайский. А 21 сентября 1781 г. был утверждён герб наместнического города и гербы уездных городов
Первым харьковским наместником стал Евдоким Алексеевич Щербинин. Одновременно он был и Воронежским наместником.
Наместничество состояло из 15 уездов (до того и в то же время называвшихся округами). Округа были сформированы в 1779—1780 годах в Слободской губернии (сначала «округами» назывались переименованные крупные провинции, затем, после реформирования, мелкие уезды).
Границы нового Харьковского наместничества и старой Слободско-Украинской губернии не совпадали: в наместничество вошли менее четырёх из пяти бывших провинций Слободско-Украинской губернии: шесть комиссарств Острогожской провинции (Острогожское, Бирюченское, Калитвянское, Меловатское, Осиновское, Урывское) полностью, два комиссарства Изюмской (Купенское и Сватолуцкое) полностью и два (Изюмское и Печенежское) той же провинции частично к 1780 году отошли в Воронежское наместничество. В Харьковское наместничество вошла значительная часть уездов расформированной в 1779 году Белгородской губернии (без самого Белгорода; например, часть Путивльского уезда без Путивля), а также территории с совместным управлением (военным — «камисарства» — от Слободской губернии и гражданским — уезды — от Белгородской).

## Восстановление губернии
В 1796 году, после смерти императрицы Екатерины Второй, согласно Именному указу Павла Первого «О новом разделении государства на губернии», данного Сенату 12 декабря, Слободско-Украинская губерния восстановлена в рамках наместничества с изменением территории: в границах 1765 года. Территории Слободской губернии, полученные в 1779 году из б. Белгородской губернии, были переданы в течение 1797 года в Курскую. Территории Воронежской губернии, полученные в 1779 из Слободской, были переданы обратно в Слободскую: сначала Острогожский и Старобельский уезды, затем, согласно утверждённым 1 мая и 29 августа 1797 Сенатом докладам, Беловодский, Богучарский, Ливенский, Калитвянский, Купенский и Острогожский уезды (Бирюченский уезд остался в Воронежской губернии).
Согласно сенатскому указу по Высочайше утверждённому докладу «Об отчислении от Слободско-Украинской губернии в Воронежскую трёх уездов и о восстановлении в Слободско-Украинской губернии трёх заштатных городов» от 29 марта 1802 года из Слободской губернии были переданы обратно в Воронежскую Богучарский, Острогожский и Старобельский уезды. Старобельский уезд был передан обратно в Слободскую губернию по именному указу, данному Сенату, от 9 января 1824 года.
Также был учреждён Змиевской уезд между 1797 и 1803 годами.
Всего в 1835 году уездов в губернии осталось десять (из старых пятнадцати осталось 8: основная часть земель, полученных в 1779 году от Белгородской губернии, была передана в состав Курской губернии).

### Административное деление (с1797)
- Харьковский уезд
- Ахтырский уезд
- Беловодский уезд (передан из Воронежского наместничества в 1797)
- Богодуховский уезд
- Богучарский уезд (передан из Воронежского наместничества в 1797, передан в Воронежскую губернию в 1802[9])
- Валковской уезд
- Волчанский уезд
- Змиевской уезд (учреждён 1 мая 1797)
- Изюмский уезд
- Калитвянский уезд (передан из Воронежского наместничества в 1797, упразднён после 1802 и вошёл в состав Острогожского уезда)
- Купянский уезд (или Купенский, передан из Воронежского наместничества в 1797)
- Лебединский уезд
- Ливенский уезд (передан из Воронежского наместничества в 1797)
- Острогожский уезд (передан из Воронежского наместничества в 1797, передан в Воронежскую губернию в 1802)
- Старобельский уезд (передан из Воронежского наместничества в 1797, передан в Воронежскую губернию в 1802, передан из Воронежской губернии в 1824)
- Сумский уезд

В 1835 году Слободско-Украинская губерния была повторно упразднена и на её месте была создана Харьковская губерния в составе одиннадцати уездов.

## Руководство губернии

### Губернаторы
| Ф. И. О.                      | Титул, чин, звание               | Время замещения должности |
| ----------------------------- | -------------------------------- | ------------------------- |
| Щербинин Евдоким Алексеевич   | генерал-майор (генерал-поручик)  | 03.1765—06.1775           |
| Норов Дмитрий Автономович     | генерал-майор (генерал-поручик)  | 1775—1780                 |
| наместничество                |                                  |                           |
| Теплов Алексей Григорьевич    | действительный статский советник | 1797—1799                 |
| Сабуров Пётр Фёдорович        | действительный статский советник | декабрь 1799—1800         |
| Неверов Кирилл Иванович       | действительный статский советник | 15.07.1800—30.11.1800     |
| Зильбергарниш Густав Карлович | действительный статский советник | 30.11.1800—1802           |
| Артаков Андрей Кондратьевич   | действительный статский советник | 1802—11.1803              |
| Бахтин Иван Иванович          | действительный статский советник | 11.1803—1814              |
| Муратов Василий Гаврилович    | действительный статский советник | 17.05.1815—1827           |
| Грибовский Михаил Кириллович  | действительный статский советник | 15.09.1827—10.1828        |
| Каховский Михаил Иванович     | действительный статский советник | 12.03.1829—1833           |
| Трубецкой Пётр Иванович       | князь, генерал-майор             | 10.11.1833—1835           |

### Губернские предводители дворянства
| Ф. И. О.                              | Титул, чин, звание                         | Время замещения должности |
| ------------------------------------- | ------------------------------------------ | ------------------------- |
| Хорват Дмитрий Иванович               | бригадир, действительный статский советник | 1796—1798                 |
| Павлов Михаил Иванович                | титулярный советник                        | 1798—1801                 |
| Донец-Захаржевский Василий Михайлович | майор                                      | 1801—1807                 |
| Корсаков Алексей Иванович             | генерал-майор                              | 1807—1810                 |
| Квитка Андрей Фёдорович               | подполковник, статский советник            | 1810—1825                 |
| Смирницкий Николай Саввич             | надворный советник                         | 1825—1828                 |
| Времев Александр Миронович            | подполковник                               | 1828—1831                 |
| Квитка Андрей Фёдорович               | действительный статский советник           | 1831—1835                 |

### Вице-губернаторы
| Ф. И. О.                             | Титул, чин, звание                                   | Время замещения должности |
| ------------------------------------ | ---------------------------------------------------- | ------------------------- |
| Шидловский Григорий Романович        | коллежский советник (статский советник)              | 1796—07.09.1800           |
| Пичугин Пётр Михайлович              | действительный статский советник                     | 7.09.1800—01.05.1801      |
| Картвелин Николай Михайлович         | статский советник (действительный статский советник) | 30.04.1801—01.04.1803     |
| Наврозов Матвей Андреевич            | коллежский советник (статский советник)              | 01.04.1803—09.06.1809     |
| Муратов Василий Гаврилович           | статский советник                                    | 26.06.1809—17.05.1815     |
| Гежелинский Григорий Фёдорович       | коллежский советник                                  | 1815—1820                 |
| Донец-Захаржевский Дмитрий Андреевич | коллежский советник                                  | 1823—1828                 |
| Паскевич Степан Фёдорович            | статский советник                                    | 1829—1831                 |
| Пестель Борис Иванович               | статский советник                                    | 1831—1835                 |